# Pristimantis delicatus
Pristimantis delicatus es una especie de anfibio anuro de la familia Craugastoridae.

## Distribución
Esta especie es endémica del departamento de Magdalena en Colombia. Habita entre los 1500 y 2600 m de altitud en la ladera noreste de Sierra Nevada de Santa Marta.

## Descripción
Esta especie mide 11 mm.

## Publicación original
- Ruthven, 1917 : A new amphibian of the genus Eleutherodactylus from the Santa Marta Mountains, Colombia. Occasional papers of the Museum of Zoology University of Michigan, n.º 43, p. 1-5[5]